# Svarta Bergens arbetslivsmuseum
Svarta Bergens arbetslivsmuseum är ett friluftsmuseum, som ligger vid det nedlagda Hägghults stenbrott för diabas i Osby kommun. Det ligger nära Scandinavian Stone AB:s fortfarande verksamma diabasbrott.
Svarta Bergens arbetslivsmuseum invigdes 1994 och drivs av den samma år grundade Föreningen Svarta Bergen i Lönsboda. 
A.K. Fernströms Granitindustrier startade provbrytning av svart diabas i Hägghult 1899. För att få diabasen till Lönsboda anlades en 15 kilometer lång smalspårig järnväg från Lönsboda till Hägghult och vidare till stenbrottet i Björkeröd i Glimåkra socken, som lokalt kallades Grisabanan.

## Bildgalleri

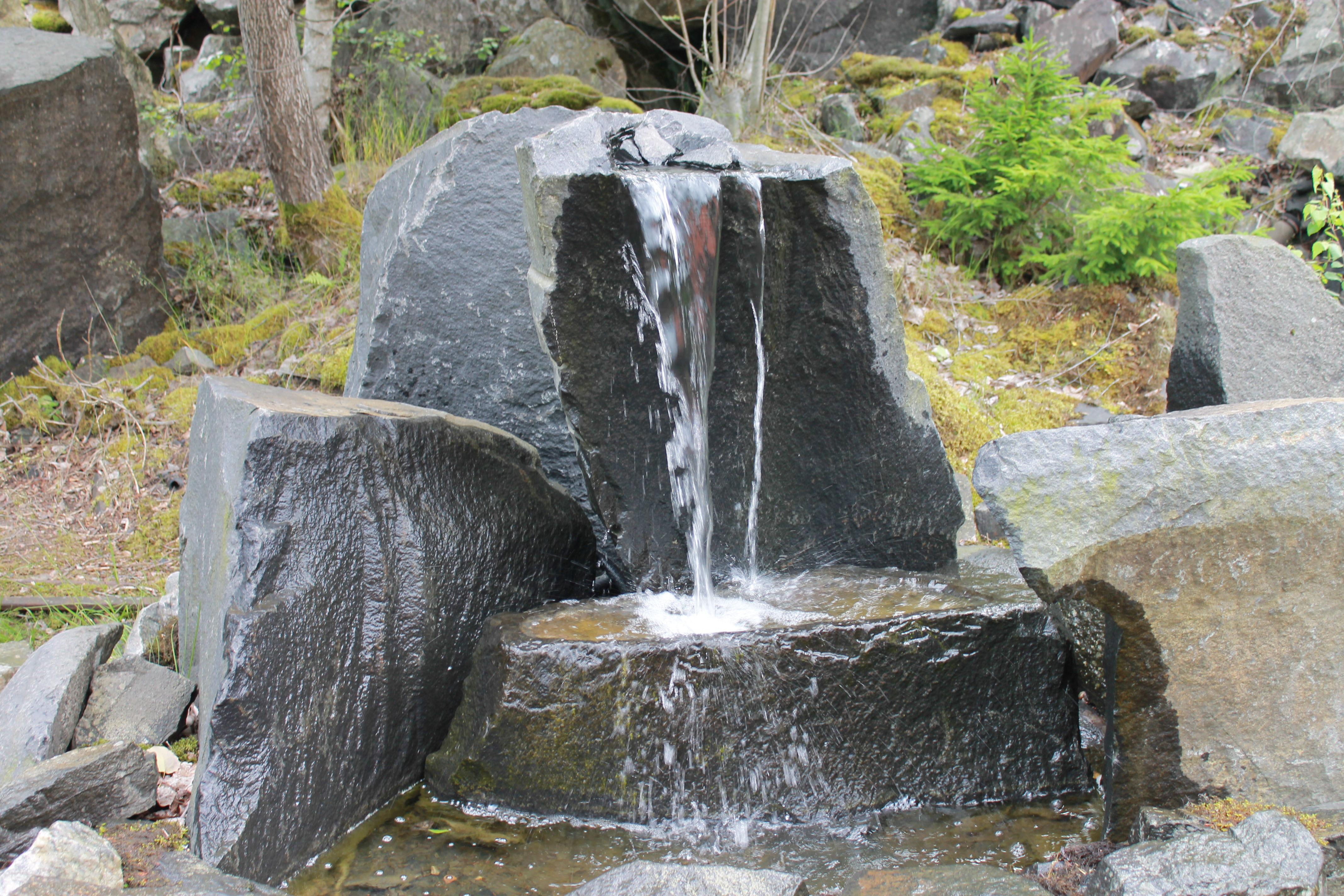
Vatten som rinner över diabas på friluftsmuseet